# 我是格蕾塔
《我是格蕾塔》（英語：I Am Greta，或稱作）是一部2020年瑞典紀錄片，由奈森·格羅斯曼（Nathan Grossman）執導和攝影。該片主要跟隨著青少年氣候活動家格蕾塔·童貝里的國際之旅，讓人們聽取科學家關於世界環境問題的聲音。
該片於2020年9月3日在第77屆威尼斯影展上舉行全球首映，後於2020年11月13日在Hulu上發行。

## 製作
2019年12月，據報導，Hulu已確認拿下格蕾塔·童貝里紀錄片的發行權，該片由製作，奈森·格羅斯曼（Nathan Grossman）執導。

## 發行
《我是格蕾塔》最先於2020年9月3日在第77屆威尼斯影展上的「非競賽」單元舉行全球首映。後於2020年9月11日至16日在多倫多國際影展上放映。該片定於2020年10月16日在全球影院上映，後於2020年11月13日在Hulu上線。

## 外部連結
- 互联网电影数据库（IMDb）上《我是格蕾塔》的资料（英文）